# Sachtler
Sachtler est un fabricant allemand de supports de caméras et de projecteurs de reportages, situé à Eching. L’entreprise, fondée en 1958, a été acquise en 1995 par le Vitec Group plc., dont le siège est en Grande-Bretagne.

## Historique
Fondateur de l’entreprise, Wendelin Sachtler était caméraman, acteur et inventeur. Il développa sa propre tête de trépied en 1958. Cette tête qu’il appelait « gyroscopique » était non seulement pivotante et orientable, mais aussi amortie par un système gyroscopique. La fondation de l’entreprise Sachtler résultat du succès de cette tête fluide très demandée auprès de ses collègues.
Le fondateur de l’entreprise, Wendelin Sachtler a commencé à travailler en 1958, dans un petit atelier du quartier Schwabing de Munich. Sachtler GmbH – après deux déménagements – a installé en 2004 sa maison mère à Eching, près de Munich. Sachtler emploie 150 personnes dans le monde entier et possède des représentations dans plus de 140 pays. Les sites de production se trouvent en Allemagne, au Costa Rica et en Grande-Bretagne.
Les développeurs Sachtler ont été récompensés en 1992 par l'Oscar technique pour leurs têtes fluides.
Sachtler a lancé en 2001 sur le marché avec Curt O. Schaller, le système de stabilisation de caméra. Le système fut le premier système de stabilisation de caméra modulaire élaboré au monde, de surcroît les systèmes artemis HD étaient, à leur époque, les premiers systèmes caméra HD complète de stabilisation de caméra dans le monde entier.
Le système artemis Trinity, développé par Curt O. Schaller, en commun avec l'ingénieur doctorant Roman Foltyn en 2015, est le premier système de stabilisation de caméra au monde qui combine un système de stabilisation mécanique avec un système électronique.
En avril 2016, ARRI a fait l'acquisition des systèmes de stabilisation de caméra artemis par Sachtler / Vitec Videocom, développés par Curt O. Schaller.
En 2025, Curt O. Schaller a reçu l'Oscar, le Academy Scientific and Engineering Award, pour le concept, la conception et le développement du système Trinity 2,,,

## Produits
- supports de caméras
- projecteurs de reportages

Dans le secteur des supports de caméras, Sachtler fabrique des têtes fluides, des trépieds et des piédestaux, dans celui des projecteurs de reportages, ce sont des projecteurs LED, lumière du jour et artificielle.